# Stazione di Gimcheon-Gumi
La stazione di Gimcheon-Gumi (김천구미역 - 金泉龜尾驛 Gimcheon-Gumi-yeok) è una stazione passante situata fuori dal centro urbano della città di Gimcheon, nella regione del Gyeongsangbuk-do in Corea del Sud. La stazione si trova sulla linea KTX Gyeongbu ad alta velocità, e gli interscambi possibili sono tramite bus e taxi.

## Linee
Korail
Linea KTX Gyeongbu (Alta Velocità)

## Stazioni adiacenti
| «            | Servizio     | »            |
| KTX Gyeongbu | KTX Gyeongbu | KTX Gyeongbu |
| ------------ | ------------ | ------------ |
| Daejeon      | -            | Dongdaegu    |